# Euphorbia gemmea
Euphorbia gemmea är en törelväxtart som beskrevs av Peter René Oscar Bally och Susan Carter. Euphorbia gemmea ingår i släktet törlar, och familjen törelväxter. Inga underarter finns listade i Catalogue of Life.